# Панамериканский чемпионат по дзюдо 2011
Панамериканский чемпионат по дзюдо 2011 года прошёл 1-2 апреля в городе Гвадалахара (Мексика). Чемпионат был 36-м по счёту и шестым, прошедшим под эгидой Панамериканской конфедерации дзюдо.

## Медалисты

### Мужчины
| Категория    | Золото                       | Серебро                         | Бронза                                                     |
| ------------ | ---------------------------- | ------------------------------- | ---------------------------------------------------------- |
| до 55 кг     | Фреди Лопес · Сальвадор      | Юссеф Юссеф · Канада            | Эрнан Бирбриер · Аргентина Йорди Вильегас · Мексика        |
| до 60 кг     | Фелипе Китадай · Бразилия    | Набор Кастильо · Мексика        | Антонио Бетанкур · Куба Фразер Уилл · Канада               |
| до 66 кг     | Леонардо Кунья · Бразилия    | Рикардо Вальдеррама · Венесуэла | Анхело Гомес · Куба Михал Попил · Канада                   |
| до 73 кг     | Бруно Мендоса · Бразилия     | Рональд Хиронес · Куба          | Николас Дельпополо · США Николас Триттон · Канада          |
| до 81 кг     | Леонардо Гильэйро · Бразилия | Трэвис Стивенс · США            | Эммануэль Люсенти · Аргентина Антуан Валуа-Фортье · Канада |
| до 90 кг     | Аслей Гонсалес · Куба        | Александр Эмонд · Канада        | Хосе Камачо · Венесуэла Родриго де Луна · Бразилия         |
| до 100 кг    | Орейдис Деспайне · Куба      | Леонардо Лейте · Бразилия       | Кристиан Шмидт · Аргентина Кайл Вашкулат · США             |
| свыше 100 кг | Оскар Брайсон · Куба         | Рафаэль да Силва · Бразилия     | Орландо Бассино · Аргентина Луис Саласар · Колумбия        |

### Женщины
| Категория   | Золото                   | Серебро                     | Бронза                                                 |
| ----------- | ------------------------ | --------------------------- | ------------------------------------------------------ |
| до 44 кг    | Диана Кобос · Эквадор    | Сильвия Гонсалес · Мексика  | Алекса Лидди · США                                     |
| до 48 кг    | Паула Парето · Аргентина | Даярис Местре · Куба        | Эдна Каррильо · Мексика Тасьяна Лима · Бразилия        |
| до 52 кг    | Янет Акоста · Куба       | Линоус Десравин · Гаити     | Анджелика Дельгадо · США Эрика Миранда · Бразилия      |
| до 57 кг    | Юрислейди Лупетей · Куба | Марти Мэллой · США          | Джулиан Мелансон · Канада Рафаэла Силва · Бразилия     |
| до 63 кг    | Ярица Абель · Куба       | Мариана Силва · Бразилия    | Мириам Ламарк · Канада Кристал Рансом · США            |
| до 70 кг    | Оникс Альдама · Куба     | Мария Портела · Бразилия    | Юри Альвеар · Колумбия Келита Зупанчич · Канада        |
| до 78 кг    | Кайла Харрисон · США     | Майра Агиар · Бразилия      | Яленнис Рамирес · Куба Анни Кортес · Колумбия          |
| свыше 78 кг | Идалис Ортис · Куба      | Ванесса Дзамботти · Мексика | Мария Альтеман · Бразилия Мелисса Мохика · Пуэрто-Рико |

## Медальный зачёт
*   Принимающая страна (Мексика)
| Место           | Страна          | Золото | Серебро | Бронза | Всего |
| --------------- | --------------- | ------ | ------- | ------ | ----- |
| 1               | Куба            | 8      | 2       | 3      | 13    |
| 2               | Бразилия        | 4      | 5       | 5      | 14    |
| 3               | США             | 1      | 2       | 5      | 8     |
| 4               | Аргентина       | 1      | 0       | 4      | 5     |
| 5               | Сальвадор       | 1      | 0       | 0      | 1     |
| 5               | Эквадор         | 1      | 0       | 0      | 1     |
| 7               | Мексика*        | 0      | 3       | 2      | 5     |
| 8               | Канада          | 0      | 2       | 7      | 9     |
| 9               | Венесуэла       | 0      | 1       | 1      | 2     |
| 10              | Гаити           | 0      | 1       | 0      | 1     |
| 11              | Колумбия        | 0      | 0       | 3      | 3     |
| 12              | Пуэрто-Рико     | 0      | 0       | 1      | 1     |
| Всего стран: 12 | Всего стран: 12 | 16     | 16      | 31     | 63    |